# Paul Leutert

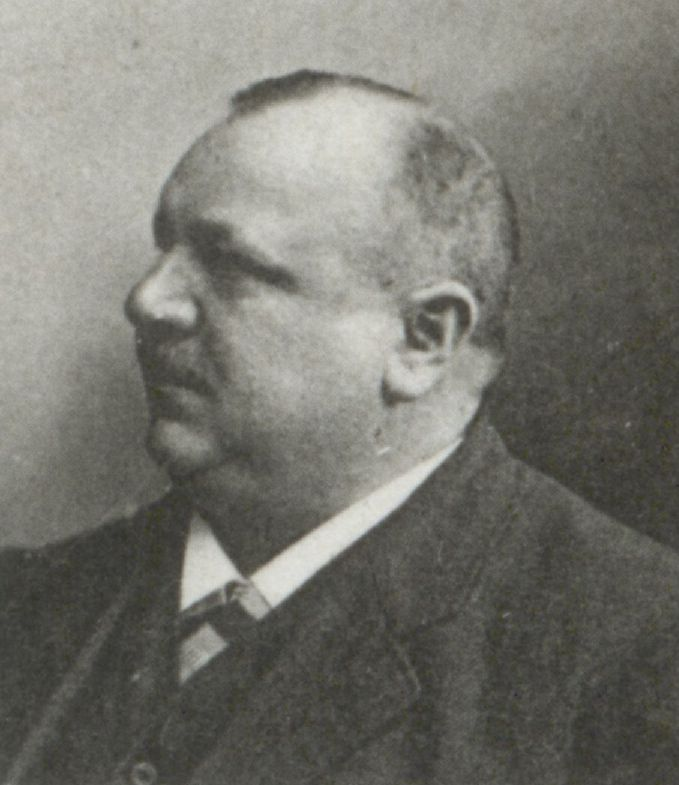
Paul Leutert als Reichstagsabgeordneter 1912

Paul Leutert (* 23. Oktober 1862 in Waldheim; † 13. April 1927 in Apolda) war Malermeister und Mitglied des Deutschen Reichstags.

## Leben
Leutert besuchte die Volksschulen in Dresden und Waldheim. Er erlernte das Malerhandwerk, ging auf Wanderschaft, war ab 1881 in Apolda als Gehilfe und von 1890 an dort als Malermeister praktisch tätig. Von 1890 bis 1898 und von 1908 bis 1911 war er Gemeinderatsmitglied in Apolda. Ab 1895 war er Mitglied des Bezirksausschusses des II. Verwaltungsbezirks aus allgemeinen Wahlen für die Stadt Apolda.
Von 1912 bis 1918 war er Mitglied des Deutschen Reichstags für den Reichstagswahlkreis Großherzogtum Sachsen-Weimar-Eisenach 3 (Jena, Neustadt an der Orla) und die SPD.
Am 30. November 1918 wurde er vom Arbeiter- und Soldatenrat als Mitglied der Provisorischen Regierung des Freistaats Sachsen-Weimar-Eisenach gewählt, die bis 20. Mai 1919 im Amt war. Von 1919 bis 1920 war er auch Mitglied des Landtags des Freistaats und von 1921 bis 1924 auch Mitglied des Landtags von Thüringen.